# Kriegerdenkmal Dannigkow (Weltkriege)
Das Kriegerdenkmal Dannigkow der Weltkriege ist ein denkmalgeschütztes Kriegerdenkmal im Ortsteil Dannigkow der Stadt Gommern in Sachsen-Anhalt. Im örtlichen Denkmalverzeichnis ist das Kriegerdenkmal unter der Erfassungsnummer 094 71340 als Baudenkmal verzeichnet.

## Lage
Das Kriegerdenkmal befindet sich auf dem Friedhof von Dannigkow.

## Quelle
- Gefallenen Denkmal Dannigkow Online, abgerufen am 13. Juni 2017.